# 佐賀縣公安委員會
佐賀縣公安委員會（日语：／ Sagaken kō'an-i'inkai */?）是由佐賀縣知事所轄，負責管理佐賀縣警察的行政委員會，由3名委員組成。

## 委員
- 委員長
  - 香月道生
- 委員
  - 吉富啓子
  - 溝上泰弘

## 下部組織
- 佐賀縣警察

## 外部連結
- 佐賀県公安委員会（页面存档备份，存于）